# Samuel Barrett Miles
Pour les articles homonymes, voir Barrett et Miles.
Samuel Barrett Miles, né le 2 octobre 1838 à Cheshunt et mort le 28 août 1914 à Hinton Charterhouse, est un officier, diplomate et explorateur britannique. 
Diplomate dans divers pays arabophones, notamment Oman, les notes qu'il a prises ont été publiées après sa mort sous le titre The Countries and Tribes of the Persian Gulf.

## Biographie
Samuel Barrett Miles est né le 2 octobre 1838. Il est le fils du major-général William Miles et de sa femme Ann Hurd. Son père était au service militaire de la Compagnie britannique des Indes orientales. 
Il fait ses études à Harrow. Il rejoint l'Armée indienne britannique en 1857, l'année de la révolte des cipayes. Il entre comme enseigne dans le 7th Regiment of Bombay Native Infantry, est promu lieutenant en 1860 et devient quartier-maître du régiment en 1864. En novembre 1866, il déménage avec son régiment à Aden. L'année suivante, il est nommé magistrat du cantonnement et résident adjoint à Aden. 
Le régiment retourne en Inde en mars 1869. Peu de temps après, Miles demande un transfert au service politique. Son premier rendez-vous est au Balouchistan où il séjourne sur la côte de Makran. Il est nommé agent politique et consul à Mascate, à Oman, en octobre 1872. Il passe la majeure partie de sa carrière ultérieure en tant qu'agent politique à Oman mais sert aussi comme agent politique en Arabie turque, consul général de Bagdad (1879), agent politique et consul général de Zanzibar (1881), agent politique dans la province du Nord-Ouest et dans l'Oudh (1885) et résident politique dans la Golfe Persique,,.
Miles est venu à Oman sous le règne de Turki ibn Saïd (1871–1888), que les Britanniques avaient aidé à mettre fin à la révolution religieuse conservatrice d'Azzan ibn Qaïs. Il effectue plusieurs voyages de Mascate vers l'intérieur du pays pour mieux comprendre le peuple à des fins diplomatiques. Arabiste et orientaliste, il développe une connaissance approfondie de l'histoire et des habitants de la région, enregistrant ses découvertes dans de nombreuses notes. Il décrit le pays, l'architecture, les coutumes locales, les conditions sociales, l'agriculture et la pêche. Son érudition lui permet de déceler les échos d'un passé lointain dans les temps modernes. Il note que l'Inde et l'Arabie utilisent encore une mesure de poids qui a été utilisée dans l'ancienne Ninive. 
Résident politique par intérim dans le golfe de 1885 à octobre 1886, en 1887, il retourne en Inde où il est promu colonel. Il est résident politique à Mewar de 1887 à 1893, date à laquelle il prend sa retraite de l'armée et retourne en Angleterre. 
Il a écrit plusieurs articles qui ont été publiés par la Royal Geographical Society. Il épouse Ellen Marie Kay en 1877. Ils ont un fils, Harry William Miles, qui est tué pendant la Première Guerre mondiale. 
Samuel Barrett Miles est mort le 28 août 1914 à l'âge de 75 ans. Il avait l'intention de rédiger ses notes dans un livre, mais est devenu aveugle plusieurs années avant sa mort. Cinq ans plus tard, sa veuve publie l'ouvrage qu'il avait achevé sous le titre The Countries and Tribes of the Persian Gulf.
Il est inhumé à Hinton Charterhouse.

## Publications
- M, « A brief Account of Four Arabian Works on the History and Geography of Arabia », Journal of the Royal Asiatic Society, vol. 6,‎ 1873, p. 20–27 (DOI 10.1017/s0035869x00016129, S2CID 162959349, lire en ligne)
- « On the route between Sohar and El-Bereymi in Oman, with a note on the Zatt, or gypsies in Arabia », Journal of the Asiatic Society of Bengal,‎ 1877
- « Journal of an Excursion in Oman, in South-East Arabia », Geographical Journal, vol. 7, no 5,‎ 1896, p. 522–537 (DOI 10.2307/1773995, JSTOR 1773995, lire en ligne)
- « Across the Green Mountain of Oman », Geographical Journal, vol. 18, no 5,‎ 1901, p. 465–478 (DOI 10.2307/1775021, JSTOR 1775021, lire en ligne)
- « Memorandum on Geography of Oman », Archive Editions, Gerrards Cross, vol. 1,‎ 1986, p. 117–119
- « On the Border of the Great Desert: A Journey in Oman [part II] », Geographical Journal, vol. 36,‎ 1910, p. 405–425 (DOI 10.2307/1777049, JSTOR 1777049)
- The Countries and Tribes of the Persian Gulf, Garnet & Ithaca Press, 1919 (ISBN 978-1-873938-56-0, lire en ligne)